# Tigerburarna i Vietnam
Tigerburarna i Vietnam var fängelsehålor i fängelset på Côn Sơn-ön, där misstänkta motståndare till Sydvietnams regim torterades under Vietnamkriget.
Förekomsten av tigerburarna avslöjades 1970 när president Nixon sände en delegation på tio kongressledamöter till Vietnam för att undersöka bland annat ett fängelse i södra Vietnam. Undersökningen var tänkt att underlätta för amerikanerna att få besöka ett fängelse i norr där amerikanska krigsfångar hölls.
Tom Harkin, som var en medhjälpare för kongressgruppen övertygade två av kongressmännen, Augustus Hawkins och William Anderson, att undersöka berättelser om tortyr i tigerburarna. De lyckades ta sig förbi det mönsterfängelse som fängelseledningen ville visa och fann tigerburarna. Kongressmännen fann ett inferno med misshandlade fångar. Harkin tog bilder som publicerades i tidningen Life 17 juli 1970. Protesterna som följde på publiceringen ledde till att 180 män och 300 kvinnor överfördes till andra fängelser eller mentalsjukhus.